# André Rieu/Auszeichnungen für Musikverkäufe

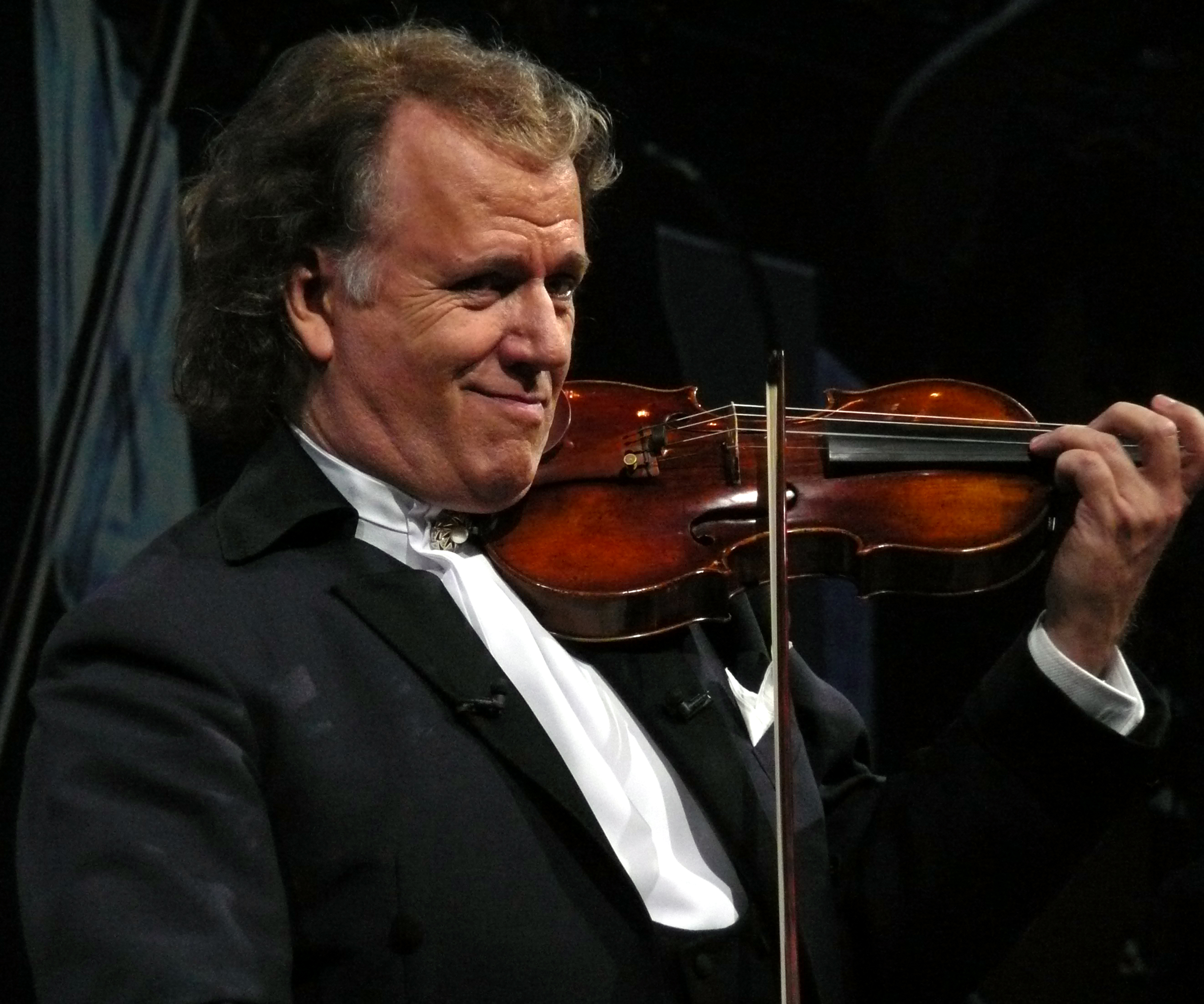
André Rieu (2010)

Dies ist eine Übersicht über die Auszeichnungen für Musikverkäufe des niederländischen Violinisten, Orchesterleiter, Arrangeur und Musikproduzenten André Rieu. Die Auszeichnungen finden sich nach ihrer Art (Gold, Platin usw.), nach Staaten getrennt in chronologischer Reihenfolge, geordnet sowie nach den Tonträgern selbst in alphabetischer Reihenfolge, getrennt nach Medium (Alben, Singles usw.), wieder.

## Auszeichnungen
| - Vereinigtes Königreich - 2013: für das Album The Collection - 2013: für das Album Dreaming - 2014: für das Album December Lights - 2015: für das Album The Magic Of - 2016: für das Album Falling In Love - 2017: für das Album You Raise Me Up – Songs for Mum - 2020: für das Album Fröhliche Winterzeit / Jolly Holiday - 2021: für das Album Romantic Moments II - 2022: für das Album Happy Together - Argentinien - 2000: für das Album Fiesta - Australien - 2008: für das Album The 100 Most Beautiful Melodies - 2008: für das Album Live in Australia - 2009: für das Videoalbum Live in Maastricht III - 2009: für das Album You’ll Never Walk Alone - 2009: für das Videoalbum Be My Love - 2010: für das Videoalbum Forever Vienna - 2010: für das Videoalbum I Lost My Heart In Heidelberg - 2011: für das Videoalbum The Christmas I Love - 2011: für das Videoalbum Celebration - 2013: für das Videoalbum Happy Birthday! A Celebration of 25 Years of The Johann Strauss Orchestra - 2013: für das Videoalbum Live in Brazil - 2013: für das Videoalbum Rieu Royale – Coronation Concert Live - 2014: für das Album Andre Rieu & Friends – Live in Maastricht VII - 2016: für das Album Magic Of The Violin - Belgien - 1998: für das Album Romantique - 1999: für das Album Romantic Moments - 2000: für das Album Fiesta - 2000: für das Album La Vie Est Belle - 2000: für das Album Bal du siècle - 2005: für das Album Croisière romantique - 2005: für das Album Le monde en fête - 2007: für das Album In Wonderland - 2007: für das Album Il était une fois… - 2008: für das Album Passionnément - Brasilien - 2006: für das Videoalbum Love Around The World - 2006: für das Videoalbum Romantic Paradise - 2007: für das Videoalbum New York Memories: Live At Radio City Music Hall - 2009: für das Videoalbum Live in Maastricht II - 2012: für das Videoalbum A Midsummer Night’s Dream: Live In Maastricht IV - 2013: für das Videoalbum Roses From The South - 2015: für das Videoalbum Andre Rieu & Friends – Live in Maastricht VII - 2015: für das Videoalbum Love in Venice - 2024: für das Album 100 Greatest Moments - 2024: für das Album In Wonderland - Deutschland - 2000: für das Album 100 Jahre Strauß - 2003: für das Album Walzertraum - 2023: für das Album Romantic Paradise - 2023: für das Album Der fliegende Holländer - Frankreich - 2005: für das Album Les Mélodies De Mon Coeur - 2006: für das Album New York Memories - 2008: für das Album Il était une fois… - 2009: für das Album Passionnément - 2009: für das Album A Toi - 2011: für das Album Les Roses De La Vie - 2019: für das Videoalbum La Magie De Maastricht – 30 Ans De L’Orchestre Johann Strauss - Irland - 2010: für das Album Moonlight Serenade - 2012: für das Album Magic Of The Movies - 2012: für das Album December Lights - 2013: für das Album Music Of The Night - Kanada - 1998: für das Album From Holland With Love - 1998: für das Album The Vienna I Love - 2007: für das Videoalbum Love Songs - 2007: für das Videoalbum New Year’s Eve In Vienna - 2007: für das Videoalbum The Flying Dutchman - 2007: für das Videoalbum The Homecoming - 2007: für das Videoalbum Christmas with Andre Rieu - Neuseeland - 2007: für das Videoalbum The Last Rose – Live in Dublin - 2007: für das Album La Vie Est Belle - 2008: für das Videoalbum Live At The Royal Albert Hall - 2008: für das Videoalbum La Vie Est Belle - 2009: für das Videoalbum Live In Maastricht II - 2009: für das Videoalbum I Lost My Heart In Heidelberg - 2010: für das Videoalbum My African Dream - 2010: für das Videoalbum A Midsummer Night’s Dream: Live In Maastricht IV - 2010: für das Videoalbum Champagne Melodies - 2011: für das Videoalbum Andre’s Australian Adventure - Niederlande - 1994: für das Album The Second Waltz - 1995: für das Album Strauß Gala - 1995: für das Album Merry Christmas - 1995: für das Album Live - 1997: für das Album Stille Nacht - 1998: für das Album Romantic Moments - 2000: für das Album La Vie Est Belle - 2000: für das Album Fiesta - 2001: für das Album Dromen - 2003: für das Album Tour d’Amour - 2007: für das Videoalbum Aus meinem Herzen - 2008: für das Videoalbum In Wonderland - 2008: für das Videoalbum Live In Australia - 2008: für das Videoalbum Live In Maastricht - 2013: für das Album Rieu Royale - Österreich - 1999: für das Album 100 Jahre Strauß - Peru - 2015: für das Album Love in Venice - Polen - 2018: für das Album Falling In Love - 2018: für das Album Roman Holiday - Portugal - 2009: für das Videoalbum 100 Greatest Moments - 2009: für das Videoalbum Live in Australia - 2011: für das Videoalbum Live in Maastricht III - Schweiz - 1999: für das Album 100 Jahre Strauß - 2000: für das Album La Vie Est Belle - 2000: für das Album Wiener Melange - 2001: für das Album Musik zum Träumen - 2002: für das Album Walzertraum - Vereinigtes Königreich - 2013: für das Album And The Waltz Goes On - 2013: für das Videoalbum Songs From My Heart – Live in Maastricht - 2013: für das Videoalbum Romantic Paradise - 2013: für das Videoalbum In Wonderland - 2013: für das Album Happy Birthday - 2013: für das Album Music of The Night - 2014: für das Videoalbum Live in Brazil - 2014: für das Videoalbum Live at The Royal Albert Hall - 2014: für das Videoalbum Christmas Around The World - 2014: für das Album Love in Venice - 2015: für das Videoalbum Magic of The Musicals - 2015: für das Album Roman Holiday - 2016: für das Videoalbum Rieu Royale – Coronation Concert Live - 2017: für das Videoalbum Wonderful World – Live In Maastricht - 2017: für das Album Amore - 2019: für das Videoalbum Christmas in London - 2021: für das Album Happy Days - 2023: für das Videoalbum The Magic of Maastricht – 30 Years | - Frankreich - 1999: für das Album Bal A Vienne - 2003: für das Album Croisière Romantique - Argentinien - 1999: für das Album Valses - 2006: für das Videoalbum At Schonbrunn Vienna - 2008: für das Videoalbum Live in Australia - Australien - 2007: für das Videoalbum Romantic Paradise - 2008: für das Videoalbum New Year’s Eve In Vienna - 2008: für das Videoalbum Love Songs - 2008: für das Videoalbum Gala Concert - 2008: für das Videoalbum On His Way To New York - 2008: für das Album Waltzing Matilda - 2009: für das Videoalbum Live in Maastricht II - 2009: für das Videoalbum Champagne Melodies - 2010: für das Videoalbum My African Dream - 2010: für das Videoalbum A Midsummer Night's Dream: Live In Maastricht IV - 2011: für das Videoalbum Fiesta Mexicana - 2012: für das Videoalbum Under The Stars – Live in Maastricht V - 2014: für das Videoalbum Magic Of The Movies - 2016: für das Videoalbum Love in Venice - Belgien - 1996: für das Album Wiener Melange - Brasilien - 2009: für das Videoalbum In Wonderland - 2009: für das Videoalbum At Schonbrunn Vienna - 2009: für das Videoalbum Live in Australia - 2010: für das Videoalbum Live in Vienna - 2013: für das Videoalbum And The Waltz Goes On - 2013: für das Videoalbum Fiesta Mexicana - 2024: für das Album And The Waltz Goes On - 2024: für das Album Live in Australia - 2024: für das Album New York Memories - Deutschland - 1998: für das Album Wiener Melange - 1998: für das Album Strauß & Co. - 1998: für das Album In Concert - 1999: für das Album Romantic Moments - 1999: für das Album Mein Weihnachtstraum - 2000: für das Album Das Jahrtausendfest - 2000: für das Album La Vie Est Belle - 2002: für das Album Musik zum Träumen - Europa - 1998: für das Album Wiener Melange - 2000: für das Album Das Jahrtausendfest - 2002: für das Album Romantic Moments - 2010: für das Album In Concert - Frankreich - 1999: für das Album Romantique - 2000: für das Album Bal du siècle - 2001: für das Videoalbum Aimer - 2001: für das Videoalbum 100 ans de Strauß - 2001: für das Videoalbum Romantic Moments - 2001: für das Album La Vie Est Belle - 2002: für das Album Aimer - 2003: für das Videoalbum Croisière Romantique - 2003: für das Videoalbum Paradis - 2007: für das Videoalbum New York Memories: Live At Radio City Music Hall - 2007: für das Videoalbum Il était une fois… - 2007: für das Videoalbum Concert A Vienne - Kanada - 2007: für das Videoalbum The Last Rose – Live in Dublin - Neuseeland - 2007: für das Videoalbum New York Memories: Live At Radio City Music Hall - 2007: für das Videoalbum Songs From My Heart – Live in Maastricht - 2007: für das Videoalbum At Schonbrunn Vienna - 2007: für das Videoalbum Love Around The World - 2007: für das Videoalbum Romantic Paradise - 2007: für das Videoalbum On Holiday - 2007: für das Videoalbum In Wonderland - 2008: für das Videoalbum Live In Vienna - 2008: für das Videoalbum Romance - 2008: für das Videoalbum Dreaming - 2008: für das Videoalbum The 100 Greatest Moments - 2008: für das Videoalbum Christmas Around The World - 2008: für das Videoalbum On His Way To New York - 2008: für das Album Waltzing Matilda: New Zealand Edition - 2009: für das Videoalbum Dancing Through The Skies - 2009: für das Videoalbum Live in Sydney 2009 - 2010: für das Videoalbum Live in Maastricht III - 2010: für das Videoalbum Roses From the South - Niederlande - 1996: für das Album In Concert - Portugal - 2011: für das Videoalbum A Midsummer Night's Dream: Live In Maastricht IV - Schweiz - 1998: für das Album Strauß & Co. - 1998: für das Album Romantic Moments - 1999: für das Album Bal du siècle - 2001: für das Album Das Jahrtausendfest - Vereinigtes Königreich - 2013: für das Videoalbum The Last Rose – Live in Dublin - 2013: für das Album Moonlight Serenade - 2013: für das Album Magic Of The Movies - 2013: für das Videoalbum The Christmas I Love - 2013: für das Videoalbum New York Memories: Live At Radio City Music Hall - 2013: für das Videoalbum Live in Vienna - 2013: für das Videoalbum Home for Christmas - 2013: für das Videoalbum Fiesta Mexicana - 2013: für das Videoalbum At Schonbrunn Vienna - 2013: für das Album Forever Vienna - 2018: für das Videoalbum Happy Birthday! A Celebration of 25 Years of The Johann Strauss Orchestra - 2018: für das Videoalbum Under The Stars – Live in Maastricht V - 2021: für das Videoalbum Live in Maastricht | - Australien - 2007: für das Videoalbum Weihnachten rund um die Welt - 2008: für das Videoalbum Romance - 2008: für das Videoalbum Live Around The World - 2008: für das Videoalbum Live in Vienna - 2008: für das Videoalbum Dreaming - 2008: für das Videoalbum On Holiday - 2009: für das Videoalbum Dancing Through The Skies - 2009: für das Videoalbum The 100 Greatest Moments - 2010: für das Videoalbum Roses From the South - 2013: für das Videoalbum And The Waltz Goes On - 2015: für das Videoalbum Home for Christmas - Belgien - 1998: für das Album Strauß & Co. - Brasilien - 2013: für das Videoalbum Under The Stars – Live in Maastricht V - Chile - 2000: für das Album Valses - Frankreich - 2001: für das Videoalbum Au Zenith De Paris - 2005: für das Videoalbum Le Monde en Fête - 2009: für das Videoalbum Passionnément - 2011: für das Videoalbum Les Roses De La Vie - 2012: für das Videoalbum Dansez Maintenant - Kanada - 2006: für das Videoalbum The Ultimate Andre Rieu Collection - Niederlande - 1995: für das Album Wiener Melange - Australien - 2008: für das Videoalbum Live at The Royal Albert Hall - 2008: für das Videoalbum La Vie Est Belle - Europa - 2001: für das Album Strauß & Co. - Frankreich - 2009: für das Videoalbum Le Concert De Maastricht - Spanien - 1999: für das Album Valses - Australien - 2008: für das Videoalbum The Flying Dutchman - 2008: für das Videoalbum Songs From My Heart – Live in Maastricht - 2008: für das Videoalbum The Last Rose – Live in Dublin - 2008: für das Videoalbum In Wonderland - Portugal - 2011: für das Album Moonlight Serenade - Australien - 2009: für das Videoalbum Live in Sydney 2009 - Neuseeland - 2008: für das Videoalbum Live in Australia - 2009: für das Videoalbum Gala Concert - Australien - 2008: für das Videoalbum New York Memories: Live At Radio City Music Hall - Niederlande - 1995: für das Album Strauß & Co. - Australien - 2008: für das Videoalbum At Schonbrunn Vienna - Australien - 2009: für das Videoalbum Live in Australia - Frankreich - 2001: für das Album Valses |

## Auszeichnungen nach Alben

### 100 Greatest Moments
| Land/Region     | Auszeichnungen für Musikverkäufe (Land/Region, Auszeichnung, Verkäufe) | Verkäufe |
| --------------- | ---------------------------------------------------------------------- | -------- |
| Brasilien (PMB) | Gold                                                                   | 30.000   |
| Insgesamt       | 1× Gold ·                                                              | 30.000   |

### 100 Jahre Strauß
| Land/Region        | Auszeichnungen für Musikverkäufe (Land/Region, Auszeichnung, Verkäufe) | Verkäufe |
| ------------------ | ---------------------------------------------------------------------- | -------- |
| Deutschland (BVMI) | Gold                                                                   | 250.000  |
| Österreich (IFPI)  | Gold                                                                   | 25.000   |
| Schweiz (IFPI)     | Gold                                                                   | 25.000   |
| Insgesamt          | 3× Gold ·                                                              | 300.000  |

### A Toi
| Land/Region       | Auszeichnungen für Musikverkäufe (Land/Region, Auszeichnung, Verkäufe) | Verkäufe |
| ----------------- | ---------------------------------------------------------------------- | -------- |
| Frankreich (SNEP) | Gold                                                                   | 50.000   |
| Insgesamt         | 1× Gold ·                                                              | 50.000   |

### Aimer
| Land/Region       | Auszeichnungen für Musikverkäufe (Land/Region, Auszeichnung, Verkäufe) | Verkäufe |
| ----------------- | ---------------------------------------------------------------------- | -------- |
| Frankreich (SNEP) | Platin                                                                 | 300.000  |
| Insgesamt         | 1× Platin ·                                                            | 300.000  |

### Amore
| Land/Region                  | Auszeichnungen für Musikverkäufe (Land/Region, Auszeichnung, Verkäufe) | Verkäufe |
| ---------------------------- | ---------------------------------------------------------------------- | -------- |
| Vereinigtes Königreich (BPI) | Gold                                                                   | 100.000  |
| Insgesamt                    | 1× Gold ·                                                              | 100.000  |

### And The Waltz Goes On
| Land/Region                  | Auszeichnungen für Musikverkäufe (Land/Region, Auszeichnung, Verkäufe) | Verkäufe |
| ---------------------------- | ---------------------------------------------------------------------- | -------- |
| Brasilien (PMB)              | Platin                                                                 | 40.000   |
| Vereinigtes Königreich (BPI) | Gold                                                                   | 100.000  |
| Insgesamt                    | 1× Gold · 1× Platin ·                                                  | 140.000  |

### Andre Rieu & Friends – Live in Maastricht VII
| Land/Region       | Auszeichnungen für Musikverkäufe (Land/Region, Auszeichnung, Verkäufe) | Verkäufe |
| ----------------- | ---------------------------------------------------------------------- | -------- |
| Australien (ARIA) | Gold                                                                   | 35.000   |
| Insgesamt         | 1× Gold ·                                                              | 35.000   |

### Bal A Vienne
| Land/Region       | Auszeichnungen für Musikverkäufe (Land/Region, Auszeichnung, Verkäufe) | Verkäufe |
| ----------------- | ---------------------------------------------------------------------- | -------- |
| Frankreich (SNEP) | 2× Gold                                                                | 200.000  |
| Insgesamt         | 2× Gold ·                                                              | 200.000  |

### Bal du siècle
| Land/Region       | Auszeichnungen für Musikverkäufe (Land/Region, Auszeichnung, Verkäufe) | Verkäufe |
| ----------------- | ---------------------------------------------------------------------- | -------- |
| Belgien (BRMA)    | Gold                                                                   | 25.000   |
| Frankreich (SNEP) | Platin                                                                 | 300.000  |
| Schweiz (IFPI)    | Platin                                                                 | 50.000   |
| Insgesamt         | 1× Gold · 2× Platin ·                                                  | 375.000  |

### Croisière romantique
| Land/Region       | Auszeichnungen für Musikverkäufe (Land/Region, Auszeichnung, Verkäufe) | Verkäufe |
| ----------------- | ---------------------------------------------------------------------- | -------- |
| Belgien (BRMA)    | Gold                                                                   | 25.000   |
| Frankreich (SNEP) | 2× Gold                                                                | 200.000  |
| Insgesamt         | 3× Gold ·                                                              | 225.000  |

### Das Jahrtausendfest / Celebration! / Fiesta!
| Land/Region         | Auszeichnungen für Musikverkäufe (Land/Region, Auszeichnung, Verkäufe) | Verkäufe  |
| ------------------- | ---------------------------------------------------------------------- | --------- |
| Argentinien (CAPIF) | Gold                                                                   | 30.000    |
| Belgien (BRMA)      | Gold                                                                   | 25.000    |
| Deutschland (BVMI)  | Platin                                                                 | (500.000) |
| Europa (IFPI)       | Platin                                                                 | 1.000.000 |
| Niederlande (NVPI)  | Gold                                                                   | (40.000)  |
| Schweiz (IFPI)      | Platin                                                                 | (50.000)  |
| Insgesamt           | 3× Gold · 3× Platin ·                                                  | 1.030.000 |

### December Lights
| Land/Region                  | Auszeichnungen für Musikverkäufe (Land/Region, Auszeichnung, Verkäufe) | Verkäufe |
| ---------------------------- | ---------------------------------------------------------------------- | -------- |
| Irland (IRMA)                | Gold                                                                   | 7.500    |
| Vereinigtes Königreich (BPI) | Silber                                                                 | 60.000   |
| Insgesamt                    | 1× Silber · 1× Gold ·                                                  | 67.500   |

### Der fliegende Holländer
| Land/Region        | Auszeichnungen für Musikverkäufe (Land/Region, Auszeichnung, Verkäufe) | Verkäufe |
| ------------------ | ---------------------------------------------------------------------- | -------- |
| Deutschland (BVMI) | Gold                                                                   | 100.000  |
| Insgesamt          | 1× Gold ·                                                              | 100.000  |

### Falling In Love
| Land/Region                  | Auszeichnungen für Musikverkäufe (Land/Region, Auszeichnung, Verkäufe) | Verkäufe |
| ---------------------------- | ---------------------------------------------------------------------- | -------- |
| Polen (ZPAV)                 | Gold                                                                   | 10.000   |
| Vereinigtes Königreich (BPI) | Silber                                                                 | 60.000   |
| Insgesamt                    | 1× Silber · 1× Gold ·                                                  | 70.000   |

### Forever Vienna
| Land/Region                  | Auszeichnungen für Musikverkäufe (Land/Region, Auszeichnung, Verkäufe) | Verkäufe |
| ---------------------------- | ---------------------------------------------------------------------- | -------- |
| Vereinigtes Königreich (BPI) | Platin                                                                 | 300.000  |
| Insgesamt                    | 1× Platin ·                                                            | 300.000  |

### Fröhliche Winterzeit / Jolly Holiday
| Land/Region                  | Auszeichnungen für Musikverkäufe (Land/Region, Auszeichnung, Verkäufe) | Verkäufe |
| ---------------------------- | ---------------------------------------------------------------------- | -------- |
| Vereinigtes Königreich (BPI) | Silber                                                                 | 60.000   |
| Insgesamt                    | 1× Silber ·                                                            | 60.000   |

### From Holland With Love
| Land/Region | Auszeichnungen für Musikverkäufe (Land/Region, Auszeichnung, Verkäufe) | Verkäufe |
| ----------- | ---------------------------------------------------------------------- | -------- |
| Kanada (MC) | Gold                                                                   | 50.000   |
| Insgesamt   | 1× Gold ·                                                              | 50.000   |

### Happy Birthday
| Land/Region                  | Auszeichnungen für Musikverkäufe (Land/Region, Auszeichnung, Verkäufe) | Verkäufe |
| ---------------------------- | ---------------------------------------------------------------------- | -------- |
| Vereinigtes Königreich (BPI) | Gold                                                                   | 100.000  |
| Insgesamt                    | 1× Gold ·                                                              | 100.000  |

### Happy Together
| Land/Region                  | Auszeichnungen für Musikverkäufe (Land/Region, Auszeichnung, Verkäufe) | Verkäufe |
| ---------------------------- | ---------------------------------------------------------------------- | -------- |
| Vereinigtes Königreich (BPI) | Silber                                                                 | 60.000   |
| Insgesamt                    | 1× Silber ·                                                            | 60.000   |

### Happy Days
| Land/Region                  | Auszeichnungen für Musikverkäufe (Land/Region, Auszeichnung, Verkäufe) | Verkäufe |
| ---------------------------- | ---------------------------------------------------------------------- | -------- |
| Vereinigtes Königreich (BPI) | Gold                                                                   | 100.000  |
| Insgesamt                    | 1× Gold ·                                                              | 100.000  |

### Il était une fois…
| Land/Region       | Auszeichnungen für Musikverkäufe (Land/Region, Auszeichnung, Verkäufe) | Verkäufe |
| ----------------- | ---------------------------------------------------------------------- | -------- |
| Belgien (BRMA)    | Gold                                                                   | 15.000   |
| Frankreich (SNEP) | Gold                                                                   | 75.000   |
| Insgesamt         | 2× Gold ·                                                              | 90.000   |

### In Concert
| Land/Region        | Auszeichnungen für Musikverkäufe (Land/Region, Auszeichnung, Verkäufe) | Verkäufe  |
| ------------------ | ---------------------------------------------------------------------- | --------- |
| Deutschland (BVMI) | Platin                                                                 | (500.000) |
| Europa (IFPI)      | Platin                                                                 | 1.000.000 |
| Niederlande (NVPI) | Platin                                                                 | (100.000) |
| Insgesamt          | 3× Platin ·                                                            | 1.000.000 |

### In Wonderland
| Land/Region     | Auszeichnungen für Musikverkäufe (Land/Region, Auszeichnung, Verkäufe) | Verkäufe |
| --------------- | ---------------------------------------------------------------------- | -------- |
| Belgien (BRMA)  | Gold                                                                   | 15.000   |
| Brasilien (PMB) | Gold                                                                   | 30.000   |
| Insgesamt       | 2× Gold ·                                                              | 45.000   |

### La Vie Est Belle
| Land/Region        | Auszeichnungen für Musikverkäufe (Land/Region, Auszeichnung, Verkäufe) | Verkäufe |
| ------------------ | ---------------------------------------------------------------------- | -------- |
| Belgien (BRMA)     | Gold                                                                   | 25.000   |
| Deutschland (BVMI) | Platin                                                                 | 300.000  |
| Frankreich (SNEP)  | Platin                                                                 | 300.000  |
| Neuseeland (RMNZ)  | Gold                                                                   | 7.500    |
| Niederlande (NVPI) | Gold                                                                   | 40.000   |
| Schweiz (IFPI)     | Gold                                                                   | 25.000   |
| Insgesamt          | 4× Gold · 2× Platin ·                                                  | 697.500  |

### Le monde en fête
| Land/Region    | Auszeichnungen für Musikverkäufe (Land/Region, Auszeichnung, Verkäufe) | Verkäufe |
| -------------- | ---------------------------------------------------------------------- | -------- |
| Belgien (BRMA) | Gold                                                                   | 25.000   |
| Insgesamt      | 1× Gold ·                                                              | 25.000   |

### Les Roses De La Vie
| Land/Region       | Auszeichnungen für Musikverkäufe (Land/Region, Auszeichnung, Verkäufe) | Verkäufe |
| ----------------- | ---------------------------------------------------------------------- | -------- |
| Frankreich (SNEP) | Gold                                                                   | 50.000   |
| Insgesamt         | 1× Gold ·                                                              | 50.000   |

### Les Mélodies De Mon Coeur
| Land/Region       | Auszeichnungen für Musikverkäufe (Land/Region, Auszeichnung, Verkäufe) | Verkäufe |
| ----------------- | ---------------------------------------------------------------------- | -------- |
| Frankreich (SNEP) | Gold                                                                   | 100.000  |
| Insgesamt         | 1× Gold ·                                                              | 100.000  |

### Live
| Land/Region        | Auszeichnungen für Musikverkäufe (Land/Region, Auszeichnung, Verkäufe) | Verkäufe |
| ------------------ | ---------------------------------------------------------------------- | -------- |
| Niederlande (NVPI) | Gold                                                                   | 50.000   |
| Insgesamt          | 1× Gold ·                                                              | 50.000   |

### Live in Australia
| Land/Region       | Auszeichnungen für Musikverkäufe (Land/Region, Auszeichnung, Verkäufe) | Verkäufe |
| ----------------- | ---------------------------------------------------------------------- | -------- |
| Australien (ARIA) | Gold                                                                   | 35.000   |
| Brasilien (PMB)   | Platin                                                                 | 60.000   |
| Insgesamt         | 1× Gold · 1× Platin ·                                                  | 95.000   |

### Love in Venice
| Land/Region                  | Auszeichnungen für Musikverkäufe (Land/Region, Auszeichnung, Verkäufe) | Verkäufe |
| ---------------------------- | ---------------------------------------------------------------------- | -------- |
| Peru (UNIMPRO)               | Gold                                                                   | 3.000    |
| Vereinigtes Königreich (BPI) | Gold                                                                   | 100.000  |
| Insgesamt                    | 2× Gold ·                                                              | 103.000  |

### Magic Of The Movies
| Land/Region                  | Auszeichnungen für Musikverkäufe (Land/Region, Auszeichnung, Verkäufe) | Verkäufe |
| ---------------------------- | ---------------------------------------------------------------------- | -------- |
| Irland (IRMA)                | Gold                                                                   | 7.500    |
| Vereinigtes Königreich (BPI) | Platin                                                                 | 300.000  |
| Insgesamt                    | 1× Gold · 1× Platin ·                                                  | 307.500  |

### Magic Of The Violin
| Land/Region       | Auszeichnungen für Musikverkäufe (Land/Region, Auszeichnung, Verkäufe) | Verkäufe |
| ----------------- | ---------------------------------------------------------------------- | -------- |
| Australien (ARIA) | Gold                                                                   | 35.000   |
| Insgesamt         | 1× Gold ·                                                              | 35.000   |

### Mein Weihnachtstraum
| Land/Region        | Auszeichnungen für Musikverkäufe (Land/Region, Auszeichnung, Verkäufe) | Verkäufe |
| ------------------ | ---------------------------------------------------------------------- | -------- |
| Deutschland (BVMI) | Platin                                                                 | 500.000  |
| Insgesamt          | 1× Platin ·                                                            | 500.000  |

### Merry Christmas
| Land/Region        | Auszeichnungen für Musikverkäufe (Land/Region, Auszeichnung, Verkäufe) | Verkäufe |
| ------------------ | ---------------------------------------------------------------------- | -------- |
| Niederlande (NVPI) | Gold                                                                   | 50.000   |
| Insgesamt          | 1× Gold ·                                                              | 50.000   |

### Moonlight Serenade
| Land/Region                  | Auszeichnungen für Musikverkäufe (Land/Region, Auszeichnung, Verkäufe) | Verkäufe |
| ---------------------------- | ---------------------------------------------------------------------- | -------- |
| Irland (IRMA)                | Gold                                                                   | 7.500    |
| Portugal (AFP)               | 4× Platin                                                              | 80.000   |
| Vereinigtes Königreich (BPI) | Platin                                                                 | 300.000  |
| Insgesamt                    | 1× Gold · 5× Platin ·                                                  | 387.500  |

### Music Of The Night
| Land/Region                  | Auszeichnungen für Musikverkäufe (Land/Region, Auszeichnung, Verkäufe) | Verkäufe |
| ---------------------------- | ---------------------------------------------------------------------- | -------- |
| Irland (IRMA)                | Gold                                                                   | 7.500    |
| Vereinigtes Königreich (BPI) | Gold                                                                   | 100.000  |
| Insgesamt                    | 2× Gold ·                                                              | 107.500  |

### Musik zum Träumen / Dreaming / Dromen
| Land/Region                  | Auszeichnungen für Musikverkäufe (Land/Region, Auszeichnung, Verkäufe) | Verkäufe |
| ---------------------------- | ---------------------------------------------------------------------- | -------- |
| Australien (ARIA)            | 2× Platin                                                              | 140.000  |
| Deutschland (BVMI)           | Platin                                                                 | 300.000  |
| Neuseeland (RMNZ)            | Platin                                                                 | 15.000   |
| Niederlande (NVPI)           | Gold                                                                   | 40.000   |
| Schweiz (IFPI)               | Gold                                                                   | 20.000   |
| Vereinigtes Königreich (BPI) | Silber                                                                 | 60.000   |
| Insgesamt                    | 1× Silber · 2× Gold · 4× Platin ·                                      | 575.000  |

### New York Memories
| Land/Region       | Auszeichnungen für Musikverkäufe (Land/Region, Auszeichnung, Verkäufe) | Verkäufe |
| ----------------- | ---------------------------------------------------------------------- | -------- |
| Brasilien (PMB)   | Platin                                                                 | 60.000   |
| Frankreich (SNEP) | Gold                                                                   | 75.000   |
| Insgesamt         | 1× Gold · 1× Platin ·                                                  | 135.000  |

### Passionnément
| Land/Region       | Auszeichnungen für Musikverkäufe (Land/Region, Auszeichnung, Verkäufe) | Verkäufe |
| ----------------- | ---------------------------------------------------------------------- | -------- |
| Belgien (BRMA)    | Gold                                                                   | 15.000   |
| Frankreich (SNEP) | Gold                                                                   | 50.000   |
| Insgesamt         | 2× Gold ·                                                              | 65.000   |

### Rieu Royale
| Land/Region                  | Auszeichnungen für Musikverkäufe (Land/Region, Auszeichnung, Verkäufe) | Verkäufe |
| ---------------------------- | ---------------------------------------------------------------------- | -------- |
| Niederlande (NVPI)           | Gold                                                                   | 25.000   |
| Vereinigtes Königreich (BPI) | Silber                                                                 | 60.000   |
| Insgesamt                    | 1× Silber · 1× Gold ·                                                  | 85.000   |

### Roman Holiday
| Land/Region                  | Auszeichnungen für Musikverkäufe (Land/Region, Auszeichnung, Verkäufe) | Verkäufe |
| ---------------------------- | ---------------------------------------------------------------------- | -------- |
| Polen (ZPAV)                 | Gold                                                                   | 10.000   |
| Vereinigtes Königreich (BPI) | Gold                                                                   | 100.000  |
| Insgesamt                    | 2× Gold ·                                                              | 110.000  |

### Romantic Moments
| Land/Region        | Auszeichnungen für Musikverkäufe (Land/Region, Auszeichnung, Verkäufe) | Verkäufe  |
| ------------------ | ---------------------------------------------------------------------- | --------- |
| Belgien (BRMA)     | Gold                                                                   | (25.000)  |
| Deutschland (BVMI) | Platin                                                                 | (500.000) |
| Europa (IFPI)      | Platin                                                                 | 1.000.000 |
| Niederlande (NVPI) | Gold                                                                   | (50.000)  |
| Schweiz (IFPI)     | Platin                                                                 | (50.000)  |
| Insgesamt          | 2× Gold · 3× Platin ·                                                  | 1.000.000 |

### Romantic Moments II
| Land/Region                  | Auszeichnungen für Musikverkäufe (Land/Region, Auszeichnung, Verkäufe) | Verkäufe |
| ---------------------------- | ---------------------------------------------------------------------- | -------- |
| Vereinigtes Königreich (BPI) | Silber                                                                 | 60.000   |
| Insgesamt                    | 1× Silber ·                                                            | 60.000   |

### Romantic Paradise
| Land/Region        | Auszeichnungen für Musikverkäufe (Land/Region, Auszeichnung, Verkäufe) | Verkäufe |
| ------------------ | ---------------------------------------------------------------------- | -------- |
| Deutschland (BVMI) | Gold                                                                   | 100.000  |
| Insgesamt          | 1× Gold ·                                                              | 100.000  |

### Romantique
| Land/Region       | Auszeichnungen für Musikverkäufe (Land/Region, Auszeichnung, Verkäufe) | Verkäufe |
| ----------------- | ---------------------------------------------------------------------- | -------- |
| Belgien (BRMA)    | Gold                                                                   | 25.000   |
| Frankreich (SNEP) | Platin                                                                 | 300.000  |
| Insgesamt         | 1× Gold · 1× Platin ·                                                  | 325.000  |

### Stille Nacht
| Land/Region        | Auszeichnungen für Musikverkäufe (Land/Region, Auszeichnung, Verkäufe) | Verkäufe |
| ------------------ | ---------------------------------------------------------------------- | -------- |
| Niederlande (NVPI) | Gold                                                                   | 50.000   |
| Insgesamt          | 1× Gold ·                                                              | 50.000   |

### Strauß & Co.
| Land/Region        | Auszeichnungen für Musikverkäufe (Land/Region, Auszeichnung, Verkäufe) | Verkäufe  |
| ------------------ | ---------------------------------------------------------------------- | --------- |
| Belgien (BRMA)     | 2× Platin                                                              | (100.000) |
| Deutschland (BVMI) | Platin                                                                 | (500.000) |
| Europa (IFPI)      | 3× Platin                                                              | 3.000.000 |
| Niederlande (NVPI) | 7× Platin                                                              | (700.000) |
| Schweiz (IFPI)     | Platin                                                                 | (50.000)  |
| Insgesamt          | 14× Platin ·                                                           | 3.000.000 |

### Strauß Gala
| Land/Region        | Auszeichnungen für Musikverkäufe (Land/Region, Auszeichnung, Verkäufe) | Verkäufe |
| ------------------ | ---------------------------------------------------------------------- | -------- |
| Niederlande (NVPI) | Gold                                                                   | 50.000   |
| Insgesamt          | 1× Gold ·                                                              | 50.000   |

### The 100 Most Beautiful Melodies
| Land/Region       | Auszeichnungen für Musikverkäufe (Land/Region, Auszeichnung, Verkäufe) | Verkäufe |
| ----------------- | ---------------------------------------------------------------------- | -------- |
| Australien (ARIA) | Gold                                                                   | 35.000   |
| Insgesamt         | 1× Gold ·                                                              | 35.000   |

### The Collection
| Land/Region                  | Auszeichnungen für Musikverkäufe (Land/Region, Auszeichnung, Verkäufe) | Verkäufe |
| ---------------------------- | ---------------------------------------------------------------------- | -------- |
| Vereinigtes Königreich (BPI) | Silber                                                                 | 60.000   |
| Insgesamt                    | 1× Silber ·                                                            | 60.000   |

### The Magic Of
| Land/Region                  | Auszeichnungen für Musikverkäufe (Land/Region, Auszeichnung, Verkäufe) | Verkäufe |
| ---------------------------- | ---------------------------------------------------------------------- | -------- |
| Vereinigtes Königreich (BPI) | Silber                                                                 | 60.000   |
| Insgesamt                    | 1× Silber ·                                                            | 60.000   |

### The Second Waltz
| Land/Region        | Auszeichnungen für Musikverkäufe (Land/Region, Auszeichnung, Verkäufe) | Verkäufe |
| ------------------ | ---------------------------------------------------------------------- | -------- |
| Niederlande (NVPI) | Gold                                                                   | 50.000   |
| Insgesamt          | 1× Gold ·                                                              | 50.000   |

### The Vienna I Love
| Land/Region | Auszeichnungen für Musikverkäufe (Land/Region, Auszeichnung, Verkäufe) | Verkäufe |
| ----------- | ---------------------------------------------------------------------- | -------- |
| Kanada (MC) | Gold                                                                   | 50.000   |
| Insgesamt   | 1× Gold ·                                                              | 50.000   |

### Tour D’Amour
| Land/Region        | Auszeichnungen für Musikverkäufe (Land/Region, Auszeichnung, Verkäufe) | Verkäufe |
| ------------------ | ---------------------------------------------------------------------- | -------- |
| Niederlande (NVPI) | Gold                                                                   | 40.000   |
| Insgesamt          | 1× Gold ·                                                              | 40.000   |

### Valses
| Land/Region          | Auszeichnungen für Musikverkäufe (Land/Region, Auszeichnung, Verkäufe) | Verkäufe  |
| -------------------- | ---------------------------------------------------------------------- | --------- |
| Argentinien (CAPIF)  | Platin                                                                 | 60.000    |
| Chile (IFPI)         | 2× Platin                                                              | 92.000    |
| Frankreich (SNEP)    | Diamant                                                                | 1.000.000 |
| Spanien (Promusicae) | 3× Platin                                                              | 300.000   |
| Insgesamt            | 6× Platin · 1× Diamant ·                                               | 1.452.000 |

### Waltzing Matilda
| Land/Region       | Auszeichnungen für Musikverkäufe (Land/Region, Auszeichnung, Verkäufe) | Verkäufe |
| ----------------- | ---------------------------------------------------------------------- | -------- |
| Australien (ARIA) | Platin                                                                 | 70.000   |
| Insgesamt         | 1× Platin ·                                                            | 70.000   |

### Waltzing Matilda: New Zealand Edition
| Land/Region       | Auszeichnungen für Musikverkäufe (Land/Region, Auszeichnung, Verkäufe) | Verkäufe |
| ----------------- | ---------------------------------------------------------------------- | -------- |
| Neuseeland (RMNZ) | Platin                                                                 | 15.000   |
| Insgesamt         | 1× Platin ·                                                            | 15.000   |

### Walzertraum
| Land/Region        | Auszeichnungen für Musikverkäufe (Land/Region, Auszeichnung, Verkäufe) | Verkäufe |
| ------------------ | ---------------------------------------------------------------------- | -------- |
| Deutschland (BVMI) | Gold                                                                   | 150.000  |
| Schweiz (IFPI)     | Gold                                                                   | 20.000   |
| Insgesamt          | 2× Gold ·                                                              | 170.000  |

### Wiener Melange
| Land/Region        | Auszeichnungen für Musikverkäufe (Land/Region, Auszeichnung, Verkäufe) | Verkäufe  |
| ------------------ | ---------------------------------------------------------------------- | --------- |
| Belgien (BRMA)     | Platin                                                                 | (50.000)  |
| Deutschland (BVMI) | Platin                                                                 | (500.000) |
| Europa (IFPI)      | Platin                                                                 | 1.000.000 |
| Niederlande (NVPI) | 2× Platin                                                              | (200.000) |
| Schweiz (IFPI)     | Gold                                                                   | (25.000)  |
| Insgesamt          | 1× Gold · 5× Platin ·                                                  | 1.000.000 |

### You Raise Me Up – Songs for Mum
| Land/Region                  | Auszeichnungen für Musikverkäufe (Land/Region, Auszeichnung, Verkäufe) | Verkäufe |
| ---------------------------- | ---------------------------------------------------------------------- | -------- |
| Vereinigtes Königreich (BPI) | Silber                                                                 | 60.000   |
| Insgesamt                    | 1× Silber ·                                                            | 60.000   |

### You’ll Never Walk Alone
| Land/Region       | Auszeichnungen für Musikverkäufe (Land/Region, Auszeichnung, Verkäufe) | Verkäufe |
| ----------------- | ---------------------------------------------------------------------- | -------- |
| Australien (ARIA) | Gold                                                                   | 35.000   |
| Insgesamt         | 1× Gold ·                                                              | 35.000   |

## Auszeichnungen nach Videoalben

### 100 ans de Strauß
| Land/Region       | Auszeichnungen für Musikverkäufe (Land/Region, Auszeichnung, Verkäufe) | Verkäufe |
| ----------------- | ---------------------------------------------------------------------- | -------- |
| Frankreich (SNEP) | Platin                                                                 | 20.000   |
| Insgesamt         | 1× Platin ·                                                            | 20.000   |

### 100 Greatest Moments
| Land/Region    | Auszeichnungen für Musikverkäufe (Land/Region, Auszeichnung, Verkäufe) | Verkäufe |
| -------------- | ---------------------------------------------------------------------- | -------- |
| Portugal (AFP) | Gold                                                                   | 4.000    |
| Insgesamt      | 1× Gold ·                                                              | 4.000    |

### A Midsummer Night’s Dream – Live In Maastricht IV
| Land/Region       | Auszeichnungen für Musikverkäufe (Land/Region, Auszeichnung, Verkäufe) | Verkäufe |
| ----------------- | ---------------------------------------------------------------------- | -------- |
| Australien (ARIA) | Platin                                                                 | 15.000   |
| Brasilien (PMB)   | Gold                                                                   | 15.000   |
| Neuseeland (RMNZ) | Gold                                                                   | 2.500    |
| Portugal (AFP)    | Platin                                                                 | 8.000    |
| Insgesamt         | 2× Gold · 2× Platin ·                                                  | 40.500   |

### Aimer
| Land/Region       | Auszeichnungen für Musikverkäufe (Land/Region, Auszeichnung, Verkäufe) | Verkäufe |
| ----------------- | ---------------------------------------------------------------------- | -------- |
| Frankreich (SNEP) | Platin                                                                 | 20.000   |
| Insgesamt         | 1× Platin ·                                                            | 20.000   |

### Andre Rieu & Friends – Live in Maastricht VII
| Land/Region     | Auszeichnungen für Musikverkäufe (Land/Region, Auszeichnung, Verkäufe) | Verkäufe |
| --------------- | ---------------------------------------------------------------------- | -------- |
| Brasilien (PMB) | Gold                                                                   | 15.000   |
| Insgesamt       | 1× Gold ·                                                              | 15.000   |

### Andre’s Australian Adventure
| Land/Region       | Auszeichnungen für Musikverkäufe (Land/Region, Auszeichnung, Verkäufe) | Verkäufe |
| ----------------- | ---------------------------------------------------------------------- | -------- |
| Neuseeland (RMNZ) | Gold                                                                   | 2.500    |
| Insgesamt         | 1× Gold ·                                                              | 2.500    |

### And The Waltz Goes On
| Land/Region       | Auszeichnungen für Musikverkäufe (Land/Region, Auszeichnung, Verkäufe) | Verkäufe |
| ----------------- | ---------------------------------------------------------------------- | -------- |
| Australien (ARIA) | 2× Platin                                                              | 30.000   |
| Brasilien (PMB)   | Platin                                                                 | 30.000   |
| Insgesamt         | 3× Platin ·                                                            | 60.000   |

### At Schonbrunn Vienna
| Land/Region                  | Auszeichnungen für Musikverkäufe (Land/Region, Auszeichnung, Verkäufe) | Verkäufe |
| ---------------------------- | ---------------------------------------------------------------------- | -------- |
| Argentinien (CAPIF)          | Platin                                                                 | 8.000    |
| Australien (ARIA)            | 9× Platin                                                              | 135.000  |
| Brasilien (PMB)              | Platin                                                                 | 30.000   |
| Neuseeland (RMNZ)            | Platin                                                                 | 5.000    |
| Vereinigtes Königreich (BPI) | Platin                                                                 | 50.000   |
| Insgesamt                    | 13× Platin ·                                                           | 228.000  |

### Au Zenith De Paris
| Land/Region       | Auszeichnungen für Musikverkäufe (Land/Region, Auszeichnung, Verkäufe) | Verkäufe |
| ----------------- | ---------------------------------------------------------------------- | -------- |
| Frankreich (SNEP) | 2× Platin                                                              | 40.000   |
| Insgesamt         | 2× Platin ·                                                            | 40.000   |

### Aus meinem Herzen
| Land/Region        | Auszeichnungen für Musikverkäufe (Land/Region, Auszeichnung, Verkäufe) | Verkäufe |
| ------------------ | ---------------------------------------------------------------------- | -------- |
| Niederlande (NVPI) | Gold                                                                   | 40.000   |
| Insgesamt          | 1× Gold ·                                                              | 40.000   |

### Be My Love
| Land/Region       | Auszeichnungen für Musikverkäufe (Land/Region, Auszeichnung, Verkäufe) | Verkäufe |
| ----------------- | ---------------------------------------------------------------------- | -------- |
| Australien (ARIA) | Gold                                                                   | 7.500    |
| Insgesamt         | 1× Gold ·                                                              | 7.500    |

### Celebration
| Land/Region       | Auszeichnungen für Musikverkäufe (Land/Region, Auszeichnung, Verkäufe) | Verkäufe |
| ----------------- | ---------------------------------------------------------------------- | -------- |
| Australien (ARIA) | Gold                                                                   | 7.500    |
| Insgesamt         | 1× Gold ·                                                              | 7.500    |

### Champagne Melodies
| Land/Region       | Auszeichnungen für Musikverkäufe (Land/Region, Auszeichnung, Verkäufe) | Verkäufe |
| ----------------- | ---------------------------------------------------------------------- | -------- |
| Australien (ARIA) | Platin                                                                 | 15.000   |
| Neuseeland (RMNZ) | Gold                                                                   | 2.500    |
| Insgesamt         | 1× Gold · 1× Platin ·                                                  | 17.500   |

### Christmas in London
| Land/Region                  | Auszeichnungen für Musikverkäufe (Land/Region, Auszeichnung, Verkäufe) | Verkäufe |
| ---------------------------- | ---------------------------------------------------------------------- | -------- |
| Vereinigtes Königreich (BPI) | Gold                                                                   | 25.000   |
| Insgesamt                    | 1× Gold ·                                                              | 25.000   |

### Christmas Around The World
| Land/Region                  | Auszeichnungen für Musikverkäufe (Land/Region, Auszeichnung, Verkäufe) | Verkäufe |
| ---------------------------- | ---------------------------------------------------------------------- | -------- |
| Vereinigtes Königreich (BPI) | Gold                                                                   | 25.000   |
| Neuseeland (RMNZ)            | Platin                                                                 | 5.000    |
| Insgesamt                    | 1× Gold · 1× Platin ·                                                  | 30.000   |

### Christmas with Andre Rieu
| Land/Region | Auszeichnungen für Musikverkäufe (Land/Region, Auszeichnung, Verkäufe) | Verkäufe |
| ----------- | ---------------------------------------------------------------------- | -------- |
| Kanada (MC) | Gold                                                                   | 5.000    |
| Insgesamt   | 1× Gold ·                                                              | 5.000    |

### Concert A Vienne
| Land/Region       | Auszeichnungen für Musikverkäufe (Land/Region, Auszeichnung, Verkäufe) | Verkäufe |
| ----------------- | ---------------------------------------------------------------------- | -------- |
| Frankreich (SNEP) | Platin                                                                 | 20.000   |
| Insgesamt         | 1× Platin ·                                                            | 20.000   |

### Croisière Romantique
| Land/Region       | Auszeichnungen für Musikverkäufe (Land/Region, Auszeichnung, Verkäufe) | Verkäufe |
| ----------------- | ---------------------------------------------------------------------- | -------- |
| Frankreich (SNEP) | Platin                                                                 | 20.000   |
| Insgesamt         | 1× Platin ·                                                            | 20.000   |

### Dancing Through The Skies
| Land/Region       | Auszeichnungen für Musikverkäufe (Land/Region, Auszeichnung, Verkäufe) | Verkäufe |
| ----------------- | ---------------------------------------------------------------------- | -------- |
| Australien (ARIA) | 2× Platin                                                              | 30.000   |
| Neuseeland (RMNZ) | Platin                                                                 | 5.000    |
| Insgesamt         | 3× Platin ·                                                            | 35.000   |

### Dansez Maintenant
| Land/Region       | Auszeichnungen für Musikverkäufe (Land/Region, Auszeichnung, Verkäufe) | Verkäufe |
| ----------------- | ---------------------------------------------------------------------- | -------- |
| Frankreich (SNEP) | 2× Platin                                                              | 40.000   |
| Insgesamt         | 2× Platin ·                                                            | 40.000   |

### Dreaming
| Land/Region       | Auszeichnungen für Musikverkäufe (Land/Region, Auszeichnung, Verkäufe) | Verkäufe |
| ----------------- | ---------------------------------------------------------------------- | -------- |
| Australien (ARIA) | 2× Platin                                                              | 30.000   |
| Neuseeland (RMNZ) | Platin                                                                 | 5.000    |
| Insgesamt         | 3× Platin ·                                                            | 35.000   |

### Fiesta Mexicana
| Land/Region                  | Auszeichnungen für Musikverkäufe (Land/Region, Auszeichnung, Verkäufe) | Verkäufe |
| ---------------------------- | ---------------------------------------------------------------------- | -------- |
| Australien (ARIA)            | Platin                                                                 | 15.000   |
| Brasilien (PMB)              | Platin                                                                 | 30.000   |
| Vereinigtes Königreich (BPI) | Platin                                                                 | 50.000   |
| Insgesamt                    | 3× Platin ·                                                            | 95.000   |

### Forever Vienna
| Land/Region       | Auszeichnungen für Musikverkäufe (Land/Region, Auszeichnung, Verkäufe) | Verkäufe |
| ----------------- | ---------------------------------------------------------------------- | -------- |
| Australien (ARIA) | Gold                                                                   | 7.500    |
| Insgesamt         | 1× Gold ·                                                              | 7.500    |

### Gala Concert
| Land/Region       | Auszeichnungen für Musikverkäufe (Land/Region, Auszeichnung, Verkäufe) | Verkäufe |
| ----------------- | ---------------------------------------------------------------------- | -------- |
| Australien (ARIA) | Platin                                                                 | 15.000   |
| Neuseeland (RMNZ) | 6× Platin                                                              | 30.000   |
| Insgesamt         | 7× Platin ·                                                            | 45.000   |

### Happy Birthday! A Celebration of 25 Years of The Johann Strauss Orchestra
| Land/Region                  | Auszeichnungen für Musikverkäufe (Land/Region, Auszeichnung, Verkäufe) | Verkäufe |
| ---------------------------- | ---------------------------------------------------------------------- | -------- |
| Australien (ARIA)            | Gold                                                                   | 7.500    |
| Vereinigtes Königreich (BPI) | Platin                                                                 | 50.000   |
| Insgesamt                    | 1× Gold · 1× Platin ·                                                  | 57.500   |

### Home for Christmas
| Land/Region       | Auszeichnungen für Musikverkäufe (Land/Region, Auszeichnung, Verkäufe) | Verkäufe |
| ----------------- | ---------------------------------------------------------------------- | -------- |
| Australien (ARIA) | 2× Platin                                                              | 30.000   |
| Neuseeland (RMNZ) | Platin                                                                 | 5.000    |
| Insgesamt         | 3× Platin ·                                                            | 35.000   |

### I Lost My Heart In Heidelberg
| Land/Region       | Auszeichnungen für Musikverkäufe (Land/Region, Auszeichnung, Verkäufe) | Verkäufe |
| ----------------- | ---------------------------------------------------------------------- | -------- |
| Australien (ARIA) | Gold                                                                   | 7.500    |
| Neuseeland (RMNZ) | Gold                                                                   | 2.500    |
| Insgesamt         | 2× Gold ·                                                              | 10.000   |

### Il était une fois…
| Land/Region       | Auszeichnungen für Musikverkäufe (Land/Region, Auszeichnung, Verkäufe) | Verkäufe |
| ----------------- | ---------------------------------------------------------------------- | -------- |
| Frankreich (SNEP) | Platin                                                                 | 20.000   |
| Insgesamt         | 1× Platin ·                                                            | 20.000   |

### In Wonderland
| Land/Region                  | Auszeichnungen für Musikverkäufe (Land/Region, Auszeichnung, Verkäufe) | Verkäufe |
| ---------------------------- | ---------------------------------------------------------------------- | -------- |
| Australien (ARIA)            | 4× Platin                                                              | 60.000   |
| Brasilien (PMB)              | Platin                                                                 | 30.000   |
| Neuseeland (RMNZ)            | Platin                                                                 | 5.000    |
| Niederlande (NVPI)           | Gold                                                                   | 30.000   |
| Vereinigtes Königreich (BPI) | Gold                                                                   | 25.000   |
| Insgesamt                    | 2× Gold · 6× Platin ·                                                  | 150.000  |

### La Magie De Maastricht – 30 Ans De L’Orchestre Johann Strauss
| Land/Region       | Auszeichnungen für Musikverkäufe (Land/Region, Auszeichnung, Verkäufe) | Verkäufe |
| ----------------- | ---------------------------------------------------------------------- | -------- |
| Frankreich (SNEP) | Gold                                                                   | 7.500    |
| Insgesamt         | 1× Gold ·                                                              | 7.500    |

### La Vie Est Belle
| Land/Region       | Auszeichnungen für Musikverkäufe (Land/Region, Auszeichnung, Verkäufe) | Verkäufe |
| ----------------- | ---------------------------------------------------------------------- | -------- |
| Australien (ARIA) | 3× Platin                                                              | 45.000   |
| Neuseeland (RMNZ) | Gold                                                                   | 2.500    |
| Insgesamt         | 1× Gold · 3× Platin ·                                                  | 47.500   |

### Le Concert De Maastricht
| Land/Region       | Auszeichnungen für Musikverkäufe (Land/Region, Auszeichnung, Verkäufe) | Verkäufe |
| ----------------- | ---------------------------------------------------------------------- | -------- |
| Frankreich (SNEP) | 3× Platin                                                              | 60.000   |
| Insgesamt         | 3× Platin ·                                                            | 60.000   |

### Le Monde en Fête
| Land/Region       | Auszeichnungen für Musikverkäufe (Land/Region, Auszeichnung, Verkäufe) | Verkäufe |
| ----------------- | ---------------------------------------------------------------------- | -------- |
| Frankreich (SNEP) | 2× Platin                                                              | 40.000   |
| Insgesamt         | 2× Platin ·                                                            | 40.000   |

### Les Roses De La Vie
| Land/Region       | Auszeichnungen für Musikverkäufe (Land/Region, Auszeichnung, Verkäufe) | Verkäufe |
| ----------------- | ---------------------------------------------------------------------- | -------- |
| Frankreich (SNEP) | 2× Platin                                                              | 40.000   |
| Insgesamt         | 2× Platin ·                                                            | 40.000   |

### Live At The Royal Albert Hall
| Land/Region                  | Auszeichnungen für Musikverkäufe (Land/Region, Auszeichnung, Verkäufe) | Verkäufe |
| ---------------------------- | ---------------------------------------------------------------------- | -------- |
| Australien (ARIA)            | 3× Platin                                                              | 45.000   |
| Neuseeland (RMNZ)            | Gold                                                                   | 2.500    |
| Vereinigtes Königreich (BPI) | Gold                                                                   | 25.000   |
| Insgesamt                    | 2× Gold · 3× Platin ·                                                  | 72.500   |

### Live in Australia
| Land/Region         | Auszeichnungen für Musikverkäufe (Land/Region, Auszeichnung, Verkäufe) | Verkäufe |
| ------------------- | ---------------------------------------------------------------------- | -------- |
| Argentinien (CAPIF) | Platin                                                                 | 8.000    |
| Australien (ARIA)   | 21× Platin                                                             | 315.000  |
| Brasilien (PMB)     | Platin                                                                 | 30.000   |
| Neuseeland (RMNZ)   | 6× Platin                                                              | 30.000   |
| Niederlande (NVPI)  | Gold                                                                   | 30.000   |
| Portugal (AFP)      | Gold                                                                   | 4.000    |
| Insgesamt           | 2× Gold · 29× Platin ·                                                 | 417.000  |

### Live in Brazil
| Land/Region                  | Auszeichnungen für Musikverkäufe (Land/Region, Auszeichnung, Verkäufe) | Verkäufe |
| ---------------------------- | ---------------------------------------------------------------------- | -------- |
| Australien (ARIA)            | Gold                                                                   | 7.500    |
| Vereinigtes Königreich (BPI) | Gold                                                                   | 25.000   |
| Insgesamt                    | 2× Gold ·                                                              | 32.500   |

### Live in Maastricht
| Land/Region                  | Auszeichnungen für Musikverkäufe (Land/Region, Auszeichnung, Verkäufe) | Verkäufe |
| ---------------------------- | ---------------------------------------------------------------------- | -------- |
| Niederlande (NVPI)           | Gold                                                                   | 30.000   |
| Vereinigtes Königreich (BPI) | Gold                                                                   | 25.000   |
| Insgesamt                    | 2× Gold ·                                                              | 55.000   |

### Live in Maastricht II
| Land/Region       | Auszeichnungen für Musikverkäufe (Land/Region, Auszeichnung, Verkäufe) | Verkäufe |
| ----------------- | ---------------------------------------------------------------------- | -------- |
| Australien (ARIA) | Platin                                                                 | 15.000   |
| Brasilien (PMB)   | Gold                                                                   | 15.000   |
| Neuseeland (RMNZ) | Gold                                                                   | 2.500    |
| Insgesamt         | 2× Gold · 1× Platin ·                                                  | 32.500   |

### Live in Maastricht III
| Land/Region       | Auszeichnungen für Musikverkäufe (Land/Region, Auszeichnung, Verkäufe) | Verkäufe |
| ----------------- | ---------------------------------------------------------------------- | -------- |
| Australien (ARIA) | Gold                                                                   | 7.500    |
| Neuseeland (RMNZ) | Platin                                                                 | 5.000    |
| Portugal (AFP)    | Gold                                                                   | 4.000    |
| Insgesamt         | 2× Gold · 1× Platin ·                                                  | 16.500   |

### Live in Sydney 2009
| Land/Region       | Auszeichnungen für Musikverkäufe (Land/Region, Auszeichnung, Verkäufe) | Verkäufe |
| ----------------- | ---------------------------------------------------------------------- | -------- |
| Australien (ARIA) | 5× Platin                                                              | 75.000   |
| Neuseeland (RMNZ) | Platin                                                                 | 5.000    |
| Insgesamt         | 6× Platin ·                                                            | 80.000   |

### Live in Vienna
| Land/Region                  | Auszeichnungen für Musikverkäufe (Land/Region, Auszeichnung, Verkäufe) | Verkäufe |
| ---------------------------- | ---------------------------------------------------------------------- | -------- |
| Australien (ARIA)            | 2× Platin                                                              | 30.000   |
| Brasilien (PMB)              | Platin                                                                 | 30.000   |
| Neuseeland (RMNZ)            | Platin                                                                 | 5.000    |
| Vereinigtes Königreich (BPI) | Platin                                                                 | 50.000   |
| Insgesamt                    | 5× Platin ·                                                            | 115.000  |

### Love Around The World
| Land/Region       | Auszeichnungen für Musikverkäufe (Land/Region, Auszeichnung, Verkäufe) | Verkäufe |
| ----------------- | ---------------------------------------------------------------------- | -------- |
| Brasilien (PMB)   | Gold                                                                   | 15.000   |
| Neuseeland (RMNZ) | Platin                                                                 | 5.000    |
| Insgesamt         | 1× Gold · 1× Platin ·                                                  | 22.500   |

### Love in Venice
| Land/Region       | Auszeichnungen für Musikverkäufe (Land/Region, Auszeichnung, Verkäufe) | Verkäufe |
| ----------------- | ---------------------------------------------------------------------- | -------- |
| Australien (ARIA) | Platin                                                                 | 15.000   |
| Brasilien (PMB)   | Gold                                                                   | 15.000   |
| Insgesamt         | 1× Gold · 1× Platin ·                                                  | 30.000   |

### Love Songs
| Land/Region       | Auszeichnungen für Musikverkäufe (Land/Region, Auszeichnung, Verkäufe) | Verkäufe |
| ----------------- | ---------------------------------------------------------------------- | -------- |
| Australien (ARIA) | Platin                                                                 | 15.000   |
| Kanada (MC)       | Gold                                                                   | 5.000    |
| Insgesamt         | 1× Gold · 1× Platin ·                                                  | 20.000   |

### Magic Of The Movies
| Land/Region       | Auszeichnungen für Musikverkäufe (Land/Region, Auszeichnung, Verkäufe) | Verkäufe |
| ----------------- | ---------------------------------------------------------------------- | -------- |
| Australien (ARIA) | Platin                                                                 | 15.000   |
| Insgesamt         | 1× Platin ·                                                            | 15.000   |

### Magic Of The Musicals
| Land/Region                  | Auszeichnungen für Musikverkäufe (Land/Region, Auszeichnung, Verkäufe) | Verkäufe |
| ---------------------------- | ---------------------------------------------------------------------- | -------- |
| Vereinigtes Königreich (BPI) | Gold                                                                   | 25.000   |
| Insgesamt                    | 1× Gold ·                                                              | 25.000   |

### My African Dream
| Land/Region       | Auszeichnungen für Musikverkäufe (Land/Region, Auszeichnung, Verkäufe) | Verkäufe |
| ----------------- | ---------------------------------------------------------------------- | -------- |
| Australien (ARIA) | Platin                                                                 | 15.000   |
| Neuseeland (RMNZ) | Gold                                                                   | 2.500    |
| Insgesamt         | 1× Gold · 1× Platin ·                                                  | 17.500   |

### New Year’s Eve In Vienna
| Land/Region       | Auszeichnungen für Musikverkäufe (Land/Region, Auszeichnung, Verkäufe) | Verkäufe |
| ----------------- | ---------------------------------------------------------------------- | -------- |
| Australien (ARIA) | Platin                                                                 | 15.000   |
| Kanada (MC)       | Gold                                                                   | 5.000    |
| Insgesamt         | 1× Gold · 1× Platin ·                                                  | 20.000   |

### New York Memories: Live At Radio City Music Hall
| Land/Region                  | Auszeichnungen für Musikverkäufe (Land/Region, Auszeichnung, Verkäufe) | Verkäufe |
| ---------------------------- | ---------------------------------------------------------------------- | -------- |
| Australien (ARIA)            | 7× Platin                                                              | 105.000  |
| Brasilien (PMB)              | Gold                                                                   | 15.000   |
| Frankreich (SNEP)            | Platin                                                                 | 20.000   |
| Neuseeland (RMNZ)            | Platin                                                                 | 5.000    |
| Vereinigtes Königreich (BPI) | Platin                                                                 | 50.000   |
| Insgesamt                    | 1× Gold · 10× Platin ·                                                 | 195.000  |

### On His Way To New York
| Land/Region       | Auszeichnungen für Musikverkäufe (Land/Region, Auszeichnung, Verkäufe) | Verkäufe |
| ----------------- | ---------------------------------------------------------------------- | -------- |
| Australien (ARIA) | Platin                                                                 | 15.000   |
| Neuseeland (RMNZ) | Platin                                                                 | 5.000    |
| Insgesamt         | 2× Platin ·                                                            | 20.000   |

### On Holiday
| Land/Region       | Auszeichnungen für Musikverkäufe (Land/Region, Auszeichnung, Verkäufe) | Verkäufe |
| ----------------- | ---------------------------------------------------------------------- | -------- |
| Australien (ARIA) | 2× Platin                                                              | 30.000   |
| Neuseeland (RMNZ) | Platin                                                                 | 5.000    |
| Insgesamt         | 3× Platin ·                                                            | 35.000   |

### Paradis
| Land/Region       | Auszeichnungen für Musikverkäufe (Land/Region, Auszeichnung, Verkäufe) | Verkäufe |
| ----------------- | ---------------------------------------------------------------------- | -------- |
| Frankreich (SNEP) | Platin                                                                 | 20.000   |
| Insgesamt         | 1× Platin ·                                                            | 20.000   |

### Passionnément
| Land/Region       | Auszeichnungen für Musikverkäufe (Land/Region, Auszeichnung, Verkäufe) | Verkäufe |
| ----------------- | ---------------------------------------------------------------------- | -------- |
| Frankreich (SNEP) | 2× Platin                                                              | 40.000   |
| Insgesamt         | 2× Platin ·                                                            | 40.000   |

### Rieu Royale – Coronation Concert Live
| Land/Region                  | Auszeichnungen für Musikverkäufe (Land/Region, Auszeichnung, Verkäufe) | Verkäufe |
| ---------------------------- | ---------------------------------------------------------------------- | -------- |
| Australien (ARIA)            | Gold                                                                   | 7.500    |
| Vereinigtes Königreich (BPI) | Gold                                                                   | 25.000   |
| Insgesamt                    | 2× Gold ·                                                              | 32.500   |

### Romance
| Land/Region       | Auszeichnungen für Musikverkäufe (Land/Region, Auszeichnung, Verkäufe) | Verkäufe |
| ----------------- | ---------------------------------------------------------------------- | -------- |
| Australien (ARIA) | 2× Platin                                                              | 30.000   |
| Neuseeland (RMNZ) | Platin                                                                 | 5.000    |
| Insgesamt         | 3× Platin ·                                                            | 35.000   |

### Romantic Moments
| Land/Region       | Auszeichnungen für Musikverkäufe (Land/Region, Auszeichnung, Verkäufe) | Verkäufe |
| ----------------- | ---------------------------------------------------------------------- | -------- |
| Frankreich (SNEP) | Platin                                                                 | 20.000   |
| Insgesamt         | 1× Platin ·                                                            | 20.000   |

### Romantic Paradise
| Land/Region                  | Auszeichnungen für Musikverkäufe (Land/Region, Auszeichnung, Verkäufe) | Verkäufe |
| ---------------------------- | ---------------------------------------------------------------------- | -------- |
| Australien (ARIA)            | Platin                                                                 | 15.000   |
| Brasilien (PMB)              | Gold                                                                   | 15.000   |
| Neuseeland (RMNZ)            | Platin                                                                 | 5.000    |
| Vereinigtes Königreich (BPI) | Gold                                                                   | 25.000   |
| Insgesamt                    | 2× Gold · 2× Platin ·                                                  | 60.000   |

### Roses From The South
| Land/Region       | Auszeichnungen für Musikverkäufe (Land/Region, Auszeichnung, Verkäufe) | Verkäufe |
| ----------------- | ---------------------------------------------------------------------- | -------- |
| Australien (ARIA) | 2× Platin                                                              | 30.000   |
| Brasilien (PMB)   | Gold                                                                   | 15.000   |
| Neuseeland (RMNZ) | Platin                                                                 | 5.000    |
| Insgesamt         | 1× Gold · 3× Platin ·                                                  | 50.000   |

### Songs From My Heart – Live in Maastricht
| Land/Region                  | Auszeichnungen für Musikverkäufe (Land/Region, Auszeichnung, Verkäufe) | Verkäufe |
| ---------------------------- | ---------------------------------------------------------------------- | -------- |
| Australien (ARIA)            | 4× Platin                                                              | 60.000   |
| Neuseeland (RMNZ)            | Platin                                                                 | 5.000    |
| Vereinigtes Königreich (BPI) | Gold                                                                   | 25.000   |
| Insgesamt                    | 1× Gold · 5× Platin ·                                                  | 90.000   |

### 100 Greatest Moments
| Land/Region       | Auszeichnungen für Musikverkäufe (Land/Region, Auszeichnung, Verkäufe) | Verkäufe |
| ----------------- | ---------------------------------------------------------------------- | -------- |
| Australien (ARIA) | 3× Platin                                                              | 30.000   |
| Neuseeland (RMNZ) | Platin                                                                 | 5.000    |
| Insgesamt         | 4× Platin ·                                                            | 35.000   |

### The Christmas I Love
| Land/Region                  | Auszeichnungen für Musikverkäufe (Land/Region, Auszeichnung, Verkäufe) | Verkäufe |
| ---------------------------- | ---------------------------------------------------------------------- | -------- |
| Australien (ARIA)            | Gold                                                                   | 7.500    |
| Vereinigtes Königreich (BPI) | Platin                                                                 | 50.000   |
| Insgesamt                    | 1× Gold · 1× Platin ·                                                  | 57.500   |

### The Flying Dutchman
| Land/Region       | Auszeichnungen für Musikverkäufe (Land/Region, Auszeichnung, Verkäufe) | Verkäufe |
| ----------------- | ---------------------------------------------------------------------- | -------- |
| Australien (ARIA) | 4× Platin                                                              | 60.000   |
| Kanada (MC)       | Gold                                                                   | 5.000    |
| Insgesamt         | 1× Gold · 4× Platin ·                                                  | 65.000   |

### The Homecoming
| Land/Region | Auszeichnungen für Musikverkäufe (Land/Region, Auszeichnung, Verkäufe) | Verkäufe |
| ----------- | ---------------------------------------------------------------------- | -------- |
| Kanada (MC) | Gold                                                                   | 5.000    |
| Insgesamt   | 1× Gold ·                                                              | 5.000    |

### The Last Rose – Live in Dublin
| Land/Region                  | Auszeichnungen für Musikverkäufe (Land/Region, Auszeichnung, Verkäufe) | Verkäufe |
| ---------------------------- | ---------------------------------------------------------------------- | -------- |
| Australien (ARIA)            | 4× Platin                                                              | 60.000   |
| Kanada (MC)                  | Platin                                                                 | 10.000   |
| Neuseeland (RMNZ)            | Gold                                                                   | 2.500    |
| Vereinigtes Königreich (BPI) | Platin                                                                 | 50.000   |
| Insgesamt                    | 1× Gold · 6× Platin ·                                                  | 122.500  |

### The Magic of Maastricht – 30 Years
| Land/Region                  | Auszeichnungen für Musikverkäufe (Land/Region, Auszeichnung, Verkäufe) | Verkäufe |
| ---------------------------- | ---------------------------------------------------------------------- | -------- |
| Vereinigtes Königreich (BPI) | Gold                                                                   | 25.000   |
| Insgesamt                    | 1× Gold ·                                                              | 25.000   |

### The Ultimate Andre Rieu Collection
| Land/Region | Auszeichnungen für Musikverkäufe (Land/Region, Auszeichnung, Verkäufe) | Verkäufe |
| ----------- | ---------------------------------------------------------------------- | -------- |
| Kanada (MC) | 2× Platin                                                              | 20.000   |
| Insgesamt   | 2× Platin ·                                                            | 20.000   |

### Under The Stars – Live in Maastricht V
| Land/Region                  | Auszeichnungen für Musikverkäufe (Land/Region, Auszeichnung, Verkäufe) | Verkäufe |
| ---------------------------- | ---------------------------------------------------------------------- | -------- |
| Australien (ARIA)            | Platin                                                                 | 15.000   |
| Brasilien (PMB)              | 2× Platin                                                              | 60.000   |
| Vereinigtes Königreich (BPI) | Platin                                                                 | 50.000   |
| Insgesamt                    | 4× Platin ·                                                            | 125.000  |

### Weihnachten rund um die Welt
| Land/Region       | Auszeichnungen für Musikverkäufe (Land/Region, Auszeichnung, Verkäufe) | Verkäufe |
| ----------------- | ---------------------------------------------------------------------- | -------- |
| Australien (ARIA) | 2× Platin                                                              | 30.000   |
| Insgesamt         | 2× Platin ·                                                            | 30.000   |

### Wonderful World – Live In Maastricht
| Land/Region                  | Auszeichnungen für Musikverkäufe (Land/Region, Auszeichnung, Verkäufe) | Verkäufe |
| ---------------------------- | ---------------------------------------------------------------------- | -------- |
| Vereinigtes Königreich (BPI) | Gold                                                                   | 25.000   |
| Insgesamt                    | 1× Gold ·                                                              | 25.000   |

## Statistik und Quellen
| Land/RegionAuszeichnungen für Musikverkäufe (Land/Region, Auszeichnungen, Verkäufe, Quellen) | Silber       | Gold         | Platin         | Diamant  | Verkäufe    | Quellen |
| -------------------------------------------------------------------------------------------- | ------------ | ------------ | -------------- | -------- | ----------- | --- |
| Argentinien (CAPIF)                                                                          | —            | Gold1        | 3× Platin3     | —        | 106.000     | capif.org.ar (Memento vom 6. Juli 2011 im Internet Archive) AR2 (Memento vom 31. Mai 2011 im Internet Archive) |
| Australien (ARIA)                                                                            | —            | 14× Gold14   | 100× Platin100 | —        | 1.667.500   | aria.com.au |
| Belgien (BRMA)                                                                               | —            | 10× Gold10   | 3× Platin3     | —        | 370.000     | ultratop.be |
| Brasilien (PMB)                                                                              | —            | 10× Gold10   | 11× Platin11   | —        | 580.000     | pro-musicabr.org.br                                                                                            |
| Chile (IFPI)                                                                                 | —            | —            | 2× Platin2     | —        | 92.000      | Einzelnachweise                                                                                                |
| Deutschland (BVMI)                                                                           | —            | 4× Gold4     | 8× Platin8     | —        | 4.200.000   | musikindustrie.de                                                                                              |
| Europa (IFPI)                                                                                | —            | —            | 7× Platin7     | —        | (7.000.000) | ifpi.org (Memento vom 1. Januar 2014 im Internet Archive)                                                      |
| Frankreich (SNEP)                                                                            | —            | 11× Gold11   | 25× Platin25   | Diamant1 | 3.427.500   | infodisc.fr snepmusique.com                                                                                    |
| Irland (IRMA)                                                                                | —            | 4× Gold4     | —              | —        | 30.000      | irishcharts.ie                                                                                                 |
| Kanada (MC)                                                                                  | —            | 7× Gold7     | 3× Platin3     | —        | 155.000     | musiccanada.com                                                                                                |
| Neuseeland (RMNZ)                                                                            | —            | 10× Gold10   | 30× Platin30   | —        | 190.000     | aotearoamusiccharts.co.nz NZ2 (Memento vom 12. August 2011 im Internet Archive)                                |
| Niederlande (NVPI)                                                                           | —            | 15× Gold15   | 10× Platin10   | —        | 1.615.000   | nvpi.nl |
| Österreich (IFPI)                                                                            | —            | Gold1        | —              | —        | 25.000      | Einzelnachweise                                                                                                |
| Peru (UNIMPRO)                                                                               | —            | Gold1        | —              | —        | 3.000       | Einzelnachweise                                                                                                |
| Polen (ZPAV)                                                                                 | —            | 2× Gold2     | —              | —        | 20.000      | olis.pl |
| Portugal (AFP)                                                                               | —            | 3× Gold3     | 5× Platin5     | —        | 100.000     | Einzelnachweise                                                                                                |
| Schweiz (IFPI)                                                                               | —            | 5× Gold5     | 4× Platin4     | —        | 315.000     | hitparade.ch                                                                                                   |
| Spanien (Promusicae)                                                                         | —            | —            | 3× Platin3     | —        | 300.000     | elportaldemusica.es                                                                                            |
| Vereinigtes Königreich (BPI)                                                                 | 10× Silber10 | 18× Gold18   | 13× Platin13   | —        | 2.975.000   | bpi.co.uk |
| Insgesamt                                                                                    | 10× Silber10 | 116× Gold116 | 227× Platin227 | Diamant1 |             | |